# Marcus Valerius Messalla Appianus
Marcus Valerius Messalla (Barbatus?) Appianus († 12 v. Chr.) war ein römischer Politiker und Senator.
Messallas leiblicher Vater war Appius Claudius Pulcher, Konsul im Jahr 38 v. Chr. Marcus Valerius Messalla, der im Jahr 32 v. Chr. Konsul gewesen war, ist wahrscheinlich sein Adoptivvater. Um 14 v. Chr. heiratete Messalla Claudia Marcella die Jüngere, die Tochter der Octavia Minor und des Gaius Claudius Marcellus, mit der er einen Sohn hatte, Marcus Valerius Messala Barbatus, der Vater der Valeria Messalina, der Ehefrau des Kaisers Claudius. Messalla starb während seines Konsulats im Jahr 12 v. Chr., in dem Jahr, in dem auch seine Tochter Claudia Pulchra, die später Ehefrau des Publius Quinctilius Varus, geboren wurde. Weitere Einzelheiten seiner politischen Laufbahn sind nicht bekannt.